# Jim J. Bullock
Jim J. Bullock o JM J. Bullock, pseudonimo di James Jackson Bullock (Casper, 9 febbraio 1955), è un attore statunitense.

## Biografia
Bullock è nato a Casper, nel Wyoming, ed è cresciuto a Odessa, in Texas (anche se è indicato come ex alunno della Natrona County High School di Casper). È cresciuto in una famiglia battista del sud e da giovane progettava di diventare un ministro cristiano evangelico. Ha ricevuto una borsa di studio per la musica per frequentare l'Oklahoma Baptist University a Shawnee, Oklahoma, ma ha lasciato la scuola senza laurearsi.

## Carriera
Accreditato come “Jm J. Bullock” perché nel sindacato degli attori c'era un altro “Jim Bullock”, è diventato una figura di spicco dell'intrattenimento negli anni Ottanta, quando è stato co-protagonista della sitcom Vicini troppo vicini nel ruolo di Monroe Ficus e ospite regolare della versione aggiornata di John Davidson del game show Hollywood Squares, dove ha occasionalmente sostituito Davidson come conduttore. È apparso anche come semi-regolare in Battlestars e occasionalmente in Match Game-Hollywood Squares Hour e Body Language. 
In seguito è diventato un semi-regolare in ALF (dal 1989 al 1990) come Neal Tanner. Bullock è stato ospite di un episodio speciale di Super Sloppy Double Dare nel 1989, in cui il conduttore Marc Summers e l'annunciatore Harvey hanno giocato uno contro l'altro. Il gioco si è concluso con Summers e Harvey che hanno giocato al percorso a ostacoli e hanno vinto tutti gli otto premi per i rispettivi compagni di squadra. Gli assistenti di scena Robin Marrella e Dave Shikiar erano gli annunciatori ospiti di quell'episodio.
Dopo l'uscita di scena di ALF nel 1990, Bullock è rimasto attivo in teatro, televisione e cinema. Per un breve periodo ha condotto un talk show sindacato con l'ex televangelista Tammy Faye Messner. Il Jim J. and Tammy Faye Show ha debuttato nel 1996, ma la Messner ha lasciato il programma pochi mesi dopo a seguito di una diagnosi di cancro. Bullock ha continuato con la nuova co-conduttrice, Ann Abernathy, e il programma è diventato The Jim J. and Ann Show fino alla sua cancellazione.
Bullock è stata la voce di Queer Duck nell'omonima serie animata di cartoni animati apparsa sia su Internet che sulla rete televisiva via cavo Showtime. Nel 2000, Bullock ha partecipato regolarmente al revival di I've Got a Secret. Ha anche partecipato al tour nazionale della produzione di Broadway Hairspray nel ruolo di Wilbur Turnblad, ruolo che ha ripreso sul palcoscenico di Broadway a partire dal 18 settembre 2007. Tra gli altri suoi ruoli degni di nota figurano il narcolettico principe Valium nel film di Mel Brooks Balle spaziali del 1987 e il personaggio “non ancora uscito dal guardaroba” in un montaggio di appuntamenti all'inizio di Kissing Jessica Stein del 2001. Dal 2004 al 2007, ha avuto un ruolo ricorrente come Mr. Monroe, un insegnante della scuola media fittizia James K. Polk nella sitcom live-action di Nickelodeon Ned's Declassified School Survival Guide.
Nel luglio 2022, Bullock ha interpretato il ruolo di George nella produzione di Kinky Boots all'Hollywood Bowl.

## Vita privata
Nel 1985, mentre Too Close for Comfort veniva riallestito come The Ted Knight Show, Bullock ha scoperto di essere sieropositivo. Ha reso pubblica la sua diagnosi 11 anni dopo.
Nel 1996, il partner di Bullock per sei anni, John Casey, è morto per complicazioni legate all'AIDS. Bullock è da tempo sopravvissuto al virus e, nel 2024, era ancora in salute grazie anche ai farmaci antiretrovirali.
Il 17 febbraio 1999, Bullock è stato arrestato fuori da un bar di West Hollywood, in California, per possesso di cristalli di metanfetamina ed è stato condannato alla libertà vigilata.

## Filmografia parziale
- Vicini troppo vicini (Too Close for Comfort) – serie TV, 118 episodi (1980-1987)
- Che fatica essere lupi (Full Moon High), regia di Larry Cohen (1981)
- Balle spaziali (Spaceballs), regia di Mel Brooks (1987)
- ALF – serie TV, 5 episodi (1989-1990)
- Nei panni di una bionda (Switch), regia di Blake Edwards (1991)
- Kissing Jessica Stein, regia di Charles Herman-Wurmfeld (2001)
- Ned - Scuola di sopravvivenza (Ned's Declassified School Survival Guide) – serie TV, 19 episodi (2004-2007)
- Beautiful (The Bold and the Beautiful) – serie TV, 12 episodi (2005-2010)

## Doppiatori italiani
Nelle versioni in italiano delle opere in cui ha recitato, Jim J. Bullock è stato doppiato da:
- Luca Biagini in Vicini troppo vicini (st. 1-2)
- Sandro Acerbo in Vicini troppo vicini (st. 3-5)
- Giorgio Bonino in Ned - Scuola di sopravvivenza
- Luigi Ferraro in Beautiful (2ª voce)